# La Celle-Dunoise
La Celle-Dunoise település Franciaországban, Creuse megyében. Lakosainak száma 532 fő (2022. január 1.). La Celle-Dunoise Anzême, Le Bourg-d’Hem, Bussière-Dunoise, Chambon-Sainte-Croix, Chéniers, Fresselines, Saint-Sulpice-le-Dunois és Villard községekkel határos.

## Népesség
A település népességének változása:
| Lakosok száma | 880  | 668  | 589  | 606  | 567  | 542  | 542  | 541  | 537  | 532  |
|               | 1968 | 1982 | 1990 | 2006 | 2013 | 2015 | 2017 | 2019 | 2020 | 2022 |